# Bedfield
Bedfield – wieś w Anglii, w hrabstwie Suffolk, w dystrykcie Mid Suffolk. Leży 23 km na północ od miasta Ipswich i 126 km na północny wschód od Londynu. W 2001 miejscowość liczyła 298 mieszkańców.